# Chiesa di Nostra Signora Assunta (Castelbianco)
La chiesa di Nostra Signora Assunta è un luogo di culto cattolico situato nella frazione-capoluogo di Veravo, in via Vittorio Veneto, nel comune di Castelbianco in provincia di Savona. La chiesa è sede della parrocchia omonima della diocesi di Albenga-Imperia.

## Storia e descrizione
L'edificio religioso fu costruito dalla popolazione locale nel corso del 1689, nella zona ad ovest dell'abitato di Veravo, su un crinale collinare su cui si domina il fondovalle. È presumibile che nei pressi dell'odierna chiesa già insistesse un precedente luogo di culto in stile romanico su cui, nel XVII secolo, si edificò una nuova struttura in stile barocco che, nel 1792, subì una successiva ristrutturazione.
Nel 1728 divenne sede di arcipretura.
La facciata esterna, semplice, presenta sopra l'unico portale una nicchia e, posizionata più in alto, una finestra e altre due piccole aperture murate ai lati di forma rettangolare.
L'interno della chiesa si presenta ad unica aula con la presenza, oltre all'altare maggiore, quest'ultimo impreziosito da una balaustra marmorea bianca, di altri sei altari laterali intitolati alla Madonna del Rosario, alla Madonna Assunta, alle Anime Purganti, a sant'Antonio da Padova e all'Angelo custode. Ai lati del maggiore sono state affrescate le raffigurazioni degli apostoli e sono collocate le statue della Beata Vergine Maria, di San Giuseppe e di Santa Caterina Vergine e Martire; quest'ultima, del 1880, inizialmente conservata all'interno dell'omonimo oratorio del paese.
Tra gli oggetti legati al culto religioso si conservano due calici - uno in argento e l'altro con rifiniture in argento e con piede d'ottone - e una reliquia del velo della Vergine Maria che nell'annuale festività patronale viene baciata e venerata dai fedeli.
L'organo della chiesa è stato realizzato nel corso del XIX secolo dalla ditta F.lli Grinda di Nizza che, nel 1804, lo costruì per la cattedrale di San Michele Arcangelo di Albenga. Sul finire dell'Ottocento, dopo un restauro conservativo effettuato dalla ditta Agati-Tronci di Pistoia, lasciò l'originaria collocazione albenganese in favore della parrocchiale di Veravo.